# Necromassa
La necromassa è un insieme di organismi non più viventi. 
I decompositori hanno il compito di decomporre tali resti per poi trasformarli in sostanze più semplici, come anidride carbonica (CO2) e acqua (H2O), cioè in sostanze inorganiche che possano essere riutilizzate per effettuare la fotosintesi clorofilliana dagli organismi fotoautotrofi.